# Jacques Marie Eugène Godefroy Cavaignac
Jacques Marie Eugène Godefroy Cavaignac, francoski general, * 1773, † 1855.
1. ↑  data.bnf.fr: platforma za odprte podatke — 2011.
2. ↑  podatkovna baza Sycomore
3. ↑  SNAC — 2010.
4. ↑  Leo van de Pas Genealogics — 2003.